# Krypteria
Krypteria je čtyřčlenná power metalová skupina pocházející z Německa.

## O skupině
Oficiální vznik této skupiny se datuje na konec roku 2004, kdy se na scéně objevila německo-korejská zpěvačka s působivým hlasem Ji-In Cho. Ovšem zbývající členové skupiny – Chris Siemons, Frank Stumwoll a S. C. Kuschnerus - hráli jako skupina (dokonce pod stejným názvem) již od roku 2001. V této formaci vydali roce 2003 album Krypteria. Přibližně rok poté nahráli singl Liberatio jakožto benefiční píseň pro charitativní kampaň na pomoc obětem velkých povodní v Indii. Po oficiálním vzniku skupiny nazpívala „Liberatio“ Ji-In Cho a v roce 2005 bylo znovu vydáno album Krypteria, které obsahovalo tento singl. Ovšem sama skupina neuvádí album Krypteria jako své oficiální, pravděpodobně také kvůli jemnějšímu stylu hudby.
Pravé debutové album, nazvané In medias res, vyšlo v červenci roku 2005 a získalo si velkou porornost zejména v domovské zemi hlavní zpěvačky – v Jižní Koreji. Singl Victoriam speramus se zde umístil na prvních příčkách hitparád. Toto album je stále laděno na trochu lehčí notu a je tedy stylově jakýmsi mostem mezi (neoficiálním) albem Krypteria a alby následujícími. V roce 2006 vyšla nahrávka Evolution principle, bylo to však pouze EP; kompletní album s názvem Bloodangel’s cry bylo vydáno až rok poté. Prozatím poslední počin této skupiny vyšel v srpnu 2011 a nese název All Beauty Must Die.

## Členové
- Ji-In Cho - zpěv, piano
- Chris Siemons - kytara
- Frank Stumwoll - basová kytara
- S. C. Kuschnerus - bicí

## Diskografie
- (Krypteria - CD, 31. ledna 2005)
- In Medias Res - CD, 21. července 2005
- Evolution Principle - EP, 4. srpna 2006
- Bloodangel's Cry - CD, 19. ledna 2007
- My Fatal Kiss - CD, 28. srpna 2009
- All Beauty Must Die - CD, 22. dubna 2011